# Robbie Lawler
Robert Glenn Lawler, född 20 mars 1982 i San Diego, är en amerikansk MMA-utövare som 2002–2004 och sedan 2013 tävlar i organisationen Ultimate Fighting Championship där han mellan december 2014 och juli 2016 var mästare i weltervikt.